# Монтепулчано
Монтепулча̀но (на италиански: Montepulciano) е град и община в централна Италия, провинция Сиена, регион Тоскана. Разположен е на 605 m надморска височина. Населението на общината е 14 558 души (към 2010 г.).